# 2019年巴西布魯馬迪紐尾礦壩事故
2019年巴西布魯馬迪紐尾礦壩事故發生在2019年1月25日，巴西布魯馬迪紐一個鐵礦的尾礦壩突然潰決。該大壩由淡水河谷公司擁有，公司也曾涉及2015年的班托羅德里格斯水壩災難。大壩倒塌後出現泥石流，淹沒附近郊區的房屋。
|  |

## 背景

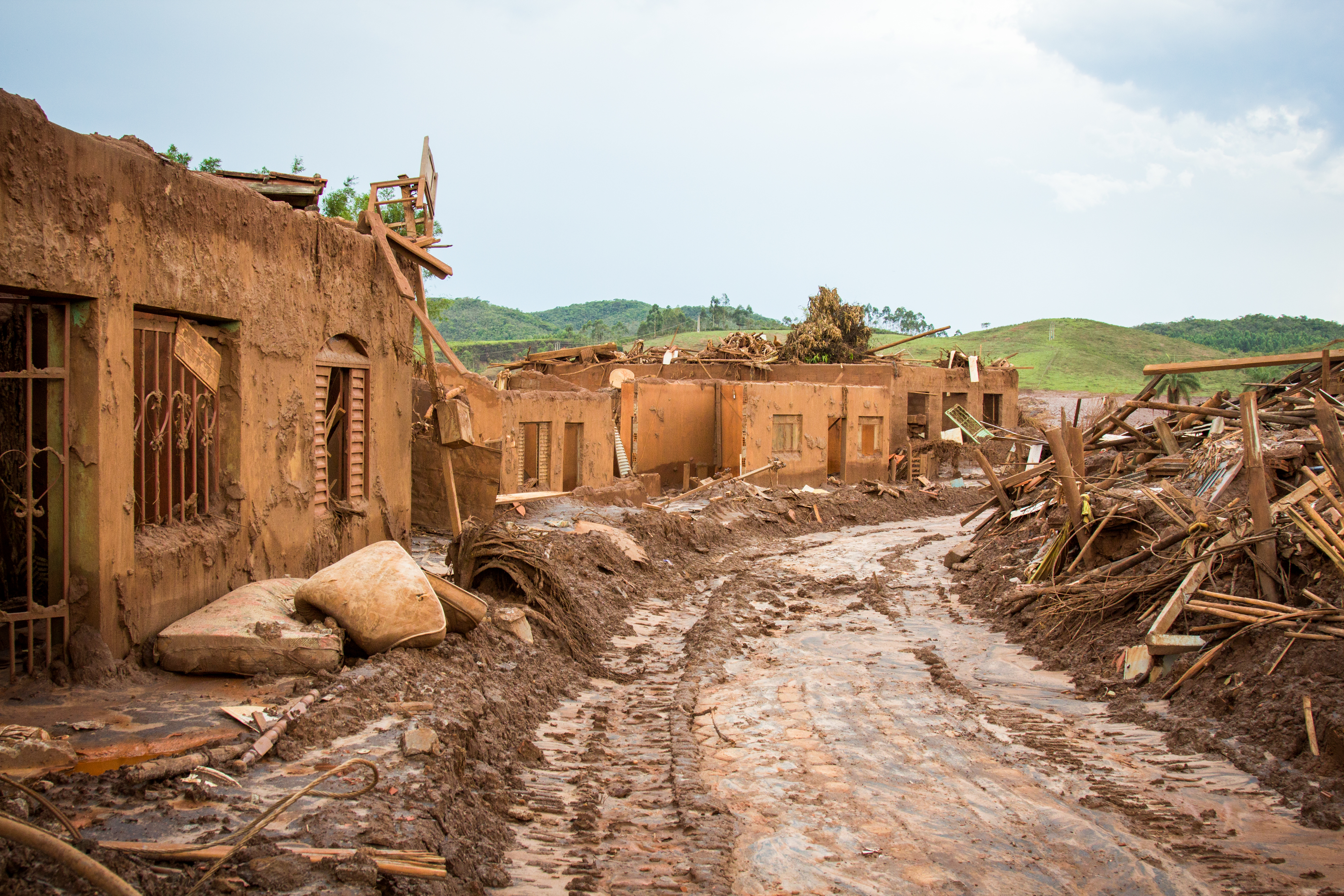
班托羅德里格斯水壩災難後，班托羅德里格斯的情況

2014年的政治和經濟危機後，巴西多間企業都出現不穩定的情況，因此他們均先著重經濟發展，對環境影響卻可謂「視而不見」，部分研究資金和維護費用也被減少。2013至2018年期間，環境部的經費減少了13億雷亞爾，令原先已經比起其他部門少資金的環境部的情況更加惡劣。有專家早就警告有機會出現更大規模的環境災難。
另一方面，是次事故距離班托羅德里格斯水壩災難僅相差三年兩個月，當年事故造成19人死亡，班托羅德里格斯村更被滅村，且被視為巴西歷史上對環境造成最嚴重影響的災難。截至布魯馬迪紐尾礦壩事故發生後，班托羅德里格斯水壩災難的調查仍在進行中。

## 倒塌

衛星圖片顯示倒塌事故後的布魯馬迪紐尾礦壩

根據國家礦業局的名冊，豆流壩（Córrego do Feijão dam）建於1976年，由Ferteco Mineração公司建造，該公司於2001年被河谷公司收購。當時被列為低風險但潛在破壞巨大的小型建築物。国家环境与可持续发展部聲明中指該合資格公司擁有正式許可。2018年12月，河谷公司獲得許可重用約1170萬立方米大壩的廢料，並停止大壩的運作。根據河谷公司，大壩早於2014年已停止接收尾礦，且每两周进行一次例行检查。
倒塌發生在當日中午過後不久，大壩倒塌後的大量尾礦和泥石流湧向礦洞的辦公區，推倒車輛、房屋、樹木、動物、和聚集的人，據估計當時泥石流下的速度達時速80公里。裝設在礦壩的警報器也沒有在事故發生後響起，加劇了死傷情況。當時數以百計的員工和一公里以外的「Vila Ferteco」社區住戶正享用午餐。下午3時50分，泥石流湧入該區的主要河流巴拉奧秘拉河，該河流為大贝洛奥里藏特區其中三分一的水源來源。
同樣位於布魯馬迪紐的全球最大生态博物馆Inhotim，在意外發生後也被疏散，避免造成更大傷亡。

### 二次倒塌危機
1月27日約早上5時半，警報器警告附近另一個大壩有出現倒塌的風險，該水壩也是由淡水河谷公司擁有。布魯馬迪紐區的24000名居民被逼撤離，受影響的包括市中心市民。受危機影響，搜救行動被逼暫停。

## 後續

### 經濟
布魯馬迪紐尾礦壩事故後翌日，巴西環境及可再生自然資源研究所宣布向淡水河谷公司罰款2.5億巴西雷亞爾（折合約5.27億港元）。巴西司法部門下令凍結淡水河谷公司的30億美元資產，包括不動產和汽車。司法部門又表示若果公司未能進行賠償，其資產將會被沒收。

專家表示巴西政府缺乏巡查、監控不足、監管漏洞，都等同默許今次的事件發生。班托羅德里格斯水壩災難後的三年，所有涉及環境災害的公司均被要求繳交7.85億雷亞爾的罰款，但最終只收到其中的3.4%。

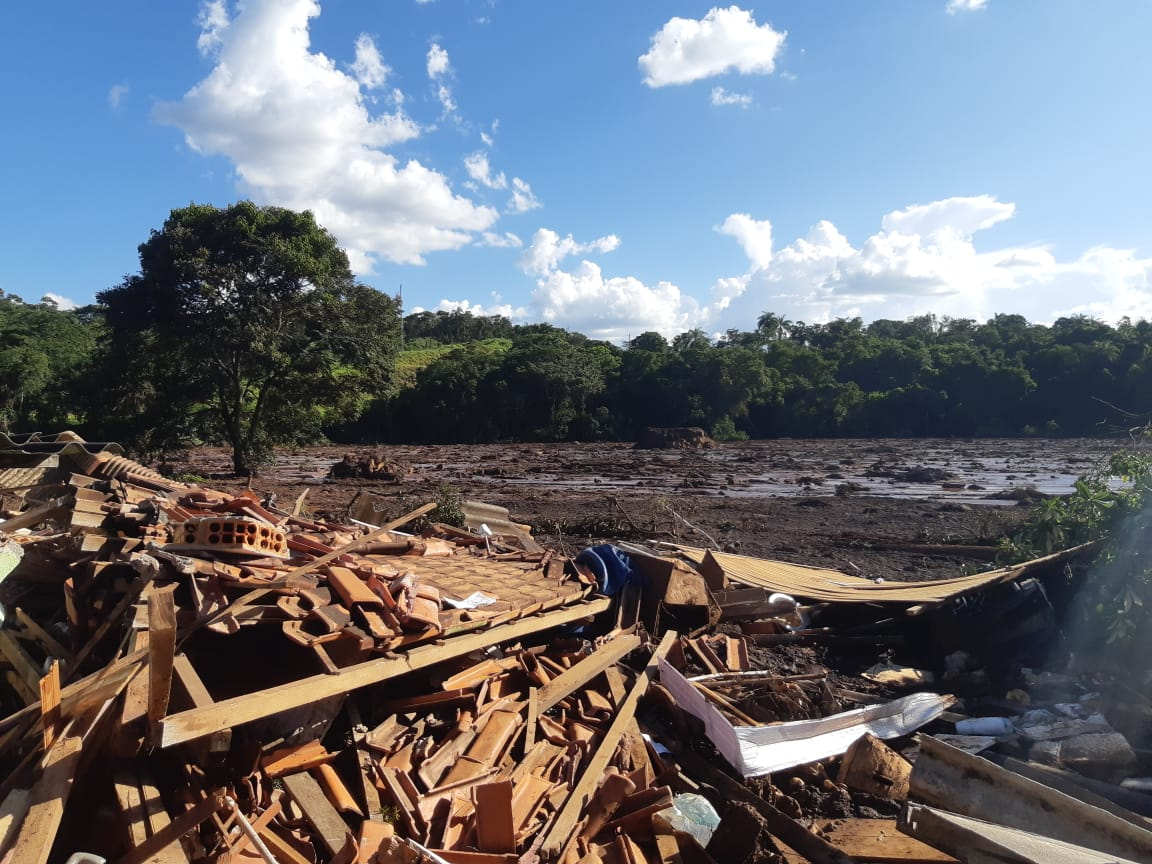
布魯馬迪紐尾礦壩事故造成的破壞

事故過後，河谷公司的市值蒸發700億雷亞爾（折合近1476億港元），為巴西股票市場最大規模的單日市值蒸發，比巴西石油在2018年5月蒸發的470億雷亞爾更多。
1月28日，河谷公司股價大瀉24.52%，更令評級機構惠譽國際下調河谷的信貸評級，由BBB+跌至BBB-，並列入負面觀察。
布魯馬迪紐市的大部分農業區均受影響甚或被完全破壞。當地的畜牧業也受打擊，動物屍骸遍野，包括牛隻和鳥隻。當地買賣市場和市集也因此而關閉數天。

### 受害者
截至2019年1月28日，最少65人被確定身亡，292人相信失蹤，192人獲救。河谷公司舉行記者會，公司主席Fabio Schvartsman表示事故中的死傷者大部分為公司員工。泥石流也掩一條位於豆流區的鐵路支線，3輛火車頭和132架貨車被淹在泥中，4名鐵路工作人員失蹤。泥石流更加衝破兩段火車鐵路橋和長約100米的火車路軌。

### 環境

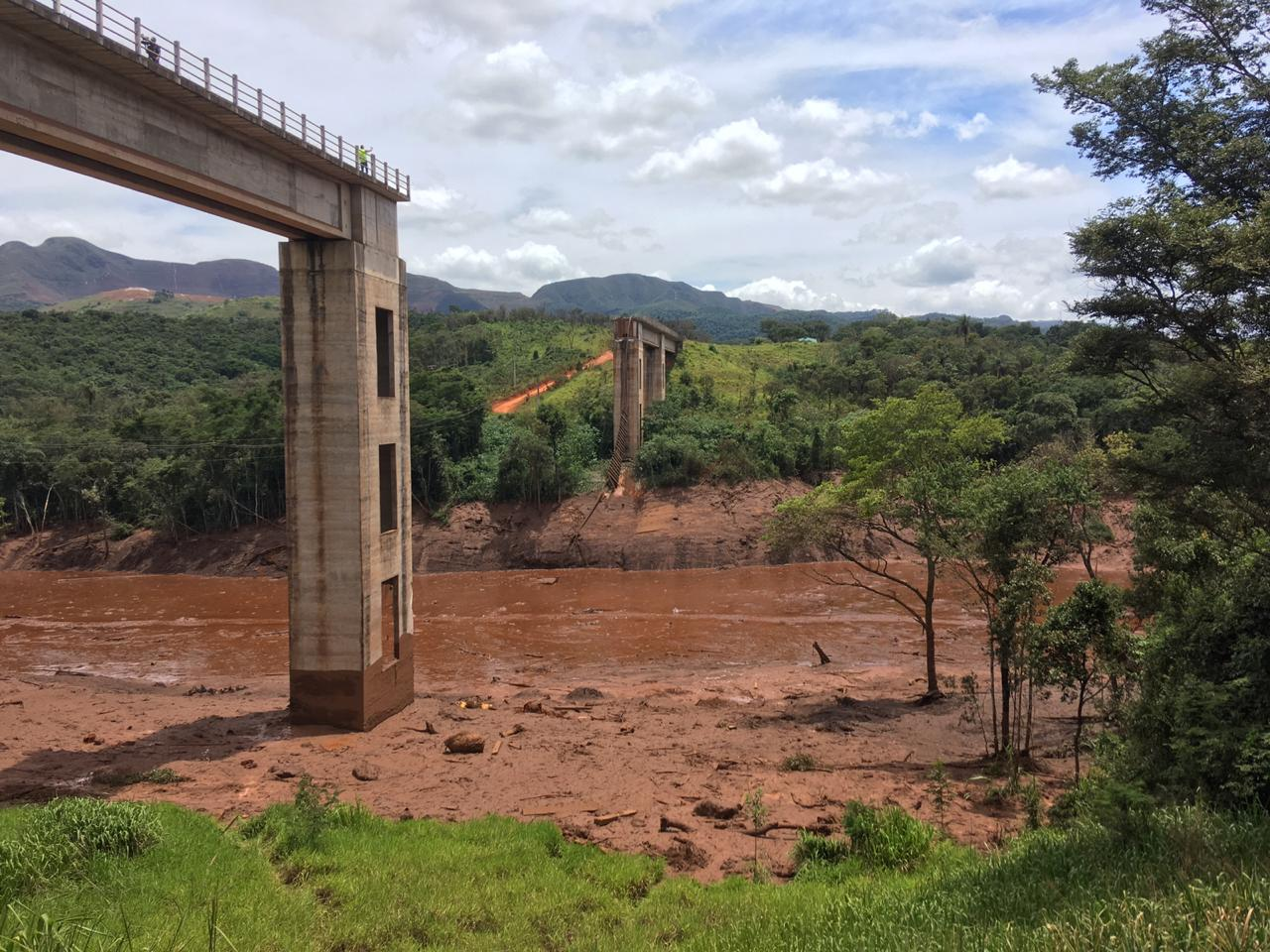
事故對布魯馬迪紐河流的影響

水壩潰決釋放出1200萬立方米尾礦。據專家所指，尾礦中的鐵質可能會滲入河流的泥土中，最終影響整個地區的生態系統。同時，環保人士指出尾礦有機會進入聖弗朗西斯科河，流經巴西米纳斯吉拉斯州等多個行政区，以及兩個水壩－低休壩（Retiro Baixo Dam）和三瑪麗亞鎮壩。國家稅務局表示尾礦將污染300公里河流。河谷公司主席Fabio Schvartsman強調大壩自2015年至今已不再活躍，尾礦的移動速度應該不會太快，「我相信今次的事件對環境造成的影響將會比『班托羅德里格斯』事件的少。」

### 回應
巴西總統雅伊爾·博索納羅派三名部長前往當地搜索情況。米纳斯吉拉斯州州長Romeu Zema宣布組成專責小組拯救受害者，又調派其他區的消防員到布魯馬迪紐。
以色列總理班傑明·內塔尼亞胡為表示對巴西政府的支持，派出了130人的隊伍，成员内包括民防隊和海軍潛水隊。他们到布魯馬迪紐協助巴西搜索隊伍，尋找生還者。

## 外部鏈結
- 维基共享资源上的相關多媒體資源：2019年巴西布魯馬迪紐尾礦壩事故